# Swartzochilina
Swartzochilina is een geslacht van uitgestorven kreeftachtigen uit de klasse van de Ostracoda (mosselkreeftjes).

## Soort
- Swartzochilina straitcreekensis (Swartz, 1949) Scott, 1956 †